# Офшорна зона
Офшорна зона (від англ. off shore — «поза берегом») — один із видів вільних економічних зон, що належать до сервісних вільно-економічних зон, особливістю яких є створення для підприємців сприятливого валютно-фінансового та фіскального режимів, високий рівень законодавчої гарантії банківської та комерційної секретності, лояльність державного регулювання.
Синоніми офшорної зони — офшорний центр, безподаткова зона, податковий притулок, податкова гавань.
Термін «офшорна зона» загалом має на увазі будь-яку країну з низькою або нульовою податковою ставкою на всі або окремі категорії доходів, певний рівень банківської або комерційної секретності, мінімальну або повну відсутність резервних вимог центрального банку або обмежень у конвертованій валюті.
Крім того, більшість офшорних зон має відносно прості вимоги з ліцензування й регулювання фінансових компаній та інших фірм.
Особливістю офшорної юрисдикції є поширення пільгового режиму виключно на нерезидентні компанії (тобто такі, які не здійснюють діяльність на території юрисдикції) і, що найважливіше, забезпечення ефективного режиму фінансової секретності.

## Основні ознаки у визначенні офшорних зон
- Оподаткування. Багато офшорних юрисдикцій стягують податки, проте всі вони або не стягують податок на прибуток взагалі, або стягують його тільки з певних категорій доходу, або стягують податок нижчий, ніж у тій країні, де платники є податковими резидентами. Відсутність податку на прибуток, як правило, є частиною політики залучення іноземного капіталу. У ряді випадків податок на прибуток не вводиться внаслідок бідності значної частини населення. Багато податкових притулків у басейні Карибського моря є невеликими, малорозвиненими країнами з бідним населенням; у цих умовах країна може мати значно більший прибуток при низькому рівні податків і зборів. Важливою особливістю більшості офшорних територій є надання пільгового податкового режиму та виконання вимоги проведення ділових операцій за межами країни, де офіційно зареєстрована офшорна компанія.

- Фінансова секретність. Певний рівень секретності також є характерним для офшорних юрисдикцій, як і для інших країн. Проте більшість країн не захищає цю інформацію від розслідування правоохоронними органами іноземної держави, особливо коли розслідування здійснюється відповідно до міжнародного договору. Особливістю офшорних юрисдикцій є наявність надмірно жорстких правил захисту банківської й комерційної таємниці. Вони відмовляють у порушенні своїх бар'єрів секретності навіть тоді, коли є серйозне порушення законів іншої країни. З цієї точки зору розрізняють дві категорії офшорних юрисдикцій:
- країни, які відмовляють у послабленні своєї секретності, незважаючи на використання такого режиму секретності зі злочинною метою;
- країни, що дозволяють законні розслідування в належних випадках.

- Валютний контроль. Офшорні юрисдикції мають, як правило, систему подвійного валютного контролю. В її основу поставлена відмінність між резидентами та нерезидентами, а також між національною й іноземною валютами. Загальне правило: резиденти піддаються валютному контролю, а нерезиденти — не піддаються. Проте нерезиденти піддаються звичайному контролю відносно місцевої валюти. З компанією, створеною в офшорній юрисдикції, що належить нерезидентам і здійснює свою діяльність зовні юрисдикції, поводяться як з нерезидентом з погляду валютного контролю. Відповідно іноземна особа може сформувати компанію в країні податкового притулку для здійснення бізнесу в інших юрисдикціях. В такому разі компанія не піддаватиметься валютному контролю в податковому притулку, оскільки вона не здійснює операцій у валюті інших юрисдикцій і не займається бізнесом у цій офшорній юрисдикції.

- Комунікації. Більшість офшорних юрисдикцій мають надійні засоби зв'язку — добрі телефонні, кабельні та телексні послуги зв'язку для з'єднання їх з іншими країнами. Багато хто має також регулярний повітряний зв'язок. Наприклад, є щоденні безпосадочні авіарейси між Каймановими Островами та Маямі та пряма лінія між Х'юстоном і Гранд Кайманом. Вживання англійської мови як основної в карибських юрисдикціях і їх близькість до території США також сприяє їх особливій привабливості для жителів США та Канади.

- Легкість доступу до зарубіжної банківської системи. Використовування офшорних юридичних осіб дає можливість розміщувати капітал у твердій валюті в надійних банках стабільної країни. Великі секретарські компанії з визнаною міжнародною репутацією мають усталені зв'язки й можливість відкривати для своїх клієнтів рахунки в першокласних зарубіжних банках. Офшорній фірмі може бути відкритий валютний банківський рахунок у зарубіжному банку. Такий рахунок може використовуватися для безготівкових розрахунків, здійснення інших операцій (перекази, акредитиви, банківські гарантії) або для акумуляції неформальних фундацій коштів як «скарбничка» грошей.

## Офшорні зони й Україна
Вперше українські бізнесмени дістали можливість відкривати офшорні компанії в 1991 році. В квітні 1991 року швейцарська компанія Riggs Walmet Group оголосила про те, що виходить на український ринок з пропозицією про організацію компаній. Пропонувалася не тільки допомога в створенні безподаткових компаній, але й підтримка їх діяльності — внесення щорічних внесків до бюджету країни базування, забезпечення секретарських послуг з обробки нерегулярної пошти, організація щорічних зборів акціонерів, складання балансів тощо. За міжнародними мірками, вартість послуг була досить висока: $4800 — за реєстрацію і $1100 щорічно — за підтримку. За минулий період у результаті зростання пропозиції подібного роду послуг і зростання конкуренції ціна офшору впала до $500.
Офшорні схеми засновані на використанні можливостей, що надаються укладеними угодами про усунення подвійного оподаткування. Офшорні схеми все частіше стали спиратися не тільки на угоди купівлі-продажу, але й на лізингові, комісійні, трастові, страхові та інші договірно-правові форми здійснення складних комерційних операцій. Зарубіжні офшорні компанії використовуються в процесі поточного й довгострокового фінансування українських проектів із-за кордону. В схемах цього типу звичайно широко задіяні спеціалізовані компанії, розташовані в зонах податкових пільг.
Українські банки й фінансові компанії використовують офшорні схеми діяльності на світових ринках цінних паперів. Збільшилася роль офшорних схем у формуванні транснаціональних господарських систем, коли офшорні фірми вбудовуються в мережу зовнішніх філіалів українських підприємств. Офшорні схеми часто націлені на подолання іноземних податкових бар'єрів.
Існує комплекс факторів, які стимулюють розвиток офшорного бізнесу в Україні. До головних із них належать: тягар податкового навантаження та неефективність фіскальної політики, несприятливий інвестиційний клімат і потужні мотиви до експорту капіталу за кордон, високі інвестиційні ризики й використання офшорних схем для приховування факту володіння інвестиційними об'єктами в Україні, криміналізація економіки й задіяння офшорних схем для відмивання доходів, одержаних злочинним шляхом. На думку експертів, протягом 1980-х років до Швейцарії були переведені з Центральної Європи й колишнього СРСР мільярди доларів. У швейцарців немає однозначної думки, чи можна вважати всі ці внески злочинними. Проте ці гроші потрапляють у категорію «підозрілих» і можуть бути заблоковані. Українських бізнесменів у офшорні зони вабить можливість ухилення від сплати податків або відмивання «брудних грошей» (за ці діяння передбачена кримінальна відповідальність відповідно до ст. 212 і ст. 209 КК України)

## Перелік офшорних зон
- Гонконг. Провідний банківський центр Азіатсько-Тихоокеанського регіону, третій за величиною світовий фінансовий центр після Нью-Йорка та Лондона. Діє 15-відсотковий податок на рахунки іноземних банків. З огляду на валютно-фінансову кризу в регіоні та перехід у липні 1997 року території під юрисдикцію КНР спостерігається тенденція до поступової втрати привабливості території для світових інвесторів.
- Сінгапур. Політично та економічно найстабільніша країна в регіоні Південно-Східної Азії. На фоні загострення фінансової кризи в ПСА Сінгапур зберігає стабільність і набуває все більшої ваги як регіональний фінансовий центр. У країні відсутні податки на банківські вклади для нерезидентів.
- Вануату. Острів, розташованими у Південно-Східній Азії поблизу Австралії та Нової Зеландії. Відсутні податки на прибуток, продаж, податок на додану вартість, прибуток корпорацій, нерухомість, дарування. Крім того, в офшорній зоні діють суворі закони, які захищають повну конфіденційність банківських операцій.
- Острови Кука. Архіпелаг із 15 островів, розташований поблизу Нової Зеландії. Низькі податки на прибуток та на прибуток корпорацій роблять територію надзвичайно привабливою для здійснення банківської діяльності середніми та малими компаніями.
- Науру. Острів, розташований у західній частині Тихого океану. Відсутні податки на прибуток, передачу майна в спадщину, власність та нерухомість.
- Нідерландські Антильські острови (острови Кюрасао, Бонер, Мартен).
- Андорра. Невелика країна, розташована між Іспанією та Францією.
- Дамаск. За повідомленням Посольства України в Лівані, офшорна зона розташована у столиці Сирії.
- Гібралтар. Територія під юрисдикцією Великої Британії, розташована на півдні Піренейського півострова і суміжна з Іспанією.
- Острів Мен.
- Острів Гернсі.
- Острів Джерсі.
- Кіпр.

Острови Мен, Гернсі та Джерсі формально не входять до складу Великої Британії, але, користуючись певним суверенітетом, належать до сфери її безпосереднього впливу.
Головна відмінність цих територій від планомірно створюваних офшорних зон інших держав полягає в тому, що їх статуси мають значні розбіжності, оскільки вони формувалися в різні часи й під впливом різних обставин. Спільним є те, що там існують ліберальніші, ніж у Великій Британії, режими в сфері оподаткування, заснування й реєстрації банків і торгових компаній, максимально спрощені бюрократичні процедури, забезпечується конфіденційність для вкладників капіталу, їх захист і високий рівень професійного обслуговування. Завдяки цьому тут створюються надзвичайно привабливі умови для інвесторів, здійснення широкомасштабних фінансових і торгово-посередницьких операцій.
- Республіка Чорногорія. Закон про відкриття офшорних зон тут ухвалено. Відповідно до нього, офшорні компанії можуть бути зареєстровані на всій території республіки (на сьогодні таких компаній зареєстровано понад 100, їх перелік становить комерційну таємницю).
- Міста Крапіна, Рієка, Шибеник, Бакар, Осієк, Загреб. За інформацією посольства України в Республіці Хорватія, офшорні зони створені і функціонують в ряді міст Республіки Хорватія.
- Багамські острови.
- Бермудські острови.
- Беліз.
- Британські Віргінські острови.
- Ірландія.
- Лабуан.
- Ліберія.
- Маврикій.
- Невіс.
- Панама.
- Острови Теркс і Кайкос.

Очікується створення офшорно-страхового центру в італійському Трієсті (відповідне урядове рішення ще не набрало чинності).

## Країни, які можна вважати офшорними зонами

### Британські острівні регіони
- Олдерні
- Гібралтар
- Острів Гернсі
- Острів Мен
- Острів Джерсі
- Острів Сарк

### Близький Схід
- Бахрейн
- Об'єднані Арабські Емірати

### ЦентральнатаПівденна Америка
- Беліз
- Панама
- Коста-Рика

### Європа
- Андорра
- Ірландія
- Ліхтенштейн
- Мадейра
- Мальта
- Монако
- Бельгія

### Карибський регіон
- Ангілья
- Антигуа
- Аруба
- Острови Сент-Кіттс і Невіс
- Острови Теркс і Кайкос
- Бермудські острови
- Британські Віргінські острови
- Кайманові острови
- Гренада
- Багамські острови
- Барбадос
- Домініка
- Кюрасао
- Острови Сент Вінсент і Гренадини

### Африка
- Ліберія
- Сейшельські острови
- Маврикій

### Азія та Тихоокеанський регіон
- Бруней
- Гонконг
- Острови Кука
- Сінгапур
- Лабуан
- Маршаллові острови
- Ніуе
- Науру
- Вануату
- Західне Самоа